# Lasioderma bubalus bubalus
Lasioderma bubalus bubalus é uma subespécie de insetos coleópteros polífagos pertencente à família Anobiidae.
A autoridade científica da subespécie é Fairmaire, tendo sido descrita no ano de 1860.
Trata-se de uma subespécie presente no território português.